# La Liga 1957-1958
Statisticile pentru sezonul La Liga 1957–58.
La acest sezon au participat următoarele cluburi:
| - Athletic Bilbao - Atlético Madrid - FC Barcelona - Celta Vigo - RCD Espanyol - Granada CF - UD Las Palmas - CA Osasuna |  | - Real Jaén - Real Madrid C.F. - Real Sociedad - Real Valladolid - Real Zaragoza - Sevilla FC - Sporting de Gijón - Valencia CF |

## Clasament
| Poziție | Club              | Meciuri jucate | V  | E  | Î  | GÎ | GP | Puncte | A   | Comentarii                       |
| ------- | ----------------- | -------------- | -- | -- | -- | -- | -- | ------ | --- | -------------------------------- |
| 1       | Real Madrid C.F.  | 30             | 20 | 5  | 5  | 71 | 26 | 45     | 45  | Campion La Liga                  |
| 2       | Atlético Madrid   | 30             | 16 | 10 | 4  | 78 | 43 | 42     | 35  |                                  |
| 3       | FC Barcelona      | 30             | 17 | 4  | 9  | 69 | 38 | 38     | 31  |                                  |
| 4       | Valencia CF       | 30             | 13 | 10 | 7  | 56 | 40 | 36     | 16  |                                  |
| 5       | CA Osasuna        | 30             | 15 | 5  | 10 | 53 | 43 | 35     | 10  |                                  |
| 6       | Athletic Bilbao   | 30             | 14 | 4  | 12 | 56 | 48 | 32     | 8   |                                  |
| 7       | Celta Vigo        | 30             | 13 | 6  | 11 | 50 | 51 | 32     | -1  |                                  |
| 8       | RCD Espanyol      | 30             | 11 | 6  | 13 | 48 | 46 | 28     | 2   |                                  |
| 9       | Real Sociedad     | 30             | 10 | 7  | 13 | 38 | 44 | 27     | -6  |                                  |
| 10      | Sevilla FC        | 30             | 9  | 7  | 14 | 45 | 55 | 25     | -10 |                                  |
| 11      | UD Las Palmas     | 30             | 9  | 7  | 14 | 34 | 65 | 25     | -31 |                                  |
| 12      | Sporting de Gijón | 30             | 10 | 4  | 16 | 46 | 57 | 24     | -11 |                                  |
| 13      | Granada CF        | 30             | 11 | 2  | 17 | 35 | 53 | 24     | -18 |                                  |
| 14      | Real Zaragoza     | 30             | 8  | 8  | 14 | 39 | 52 | 24     | -13 |                                  |
| 15      | Real Valladolid   | 30             | 9  | 5  | 16 | 45 | 73 | 23     | -28 | Retrogradată în Segunda División |
| 16      | Real Jaén         | 30             | 9  | 2  | 19 | 29 | 58 | 20     | -29 | Retrogradată în Segunda División |